# Jeg er fantastisk
Jeg er fantastisk er en dansk dokumentarserie fra 2013 i 6 afsnit med instruktion og manuskript af Klaus Kjeldsen.
Hvornår er man for stor til at være mørkeræd? Kan andre se på én at man er genert? Hvordan føles det i kroppen at være misundelig? Har alle mennesker hemmeligheder? Kan man blive forelsket, når man kun er otte år? Kan drenge også blive kede af det? Hvad sker der med én, når man bliver sur? "Jeg er fantastisk" er en serie, hvor børnene kommer til orde gennem instruktøren, Klaus Kjeldsens særlige poetiske optik. Den beskæftiger sig med de følelser som børn tumler med i årene, hvor de både er store og små på samme tid. Hvert afsnit af "Jeg er fantastisk" har sit eget tema og foregår i en klasse, og hver film tager udgangspunkt i leg og sprog. Børnenes fortællinger sættes i bevægelse af animerede børnetegninger, og børnene overrasker sig selv og publikum med deres klogskab og indsigt i følelser og begreber. Seriens budskab er enkelt og vigtigt - vi har alle svære følelser, men man kan vælge at bruge dem kreativt og humoristisk.

## Afsnit
Obs! Afsnittene er oplistet i alfabetisk rækkefølge. Tilføj gerne afsnitsnumre og første sendedage.
| # | Titel               | Første sendedag |
| - | ------------------- | --------------- |
|   | "Jeg er genert"     |                 |
|   | "Jeg er misundelig" |                 |
|   | "Jeg er mørkeræd"   |                 |
|   | "Jeg er sur"        |                 |
|   | "Jeg keder mig"     |                 |
|   | "Vi er kærester"    |                 |